# مانکز الی
مانکز الی (به انگلیسی: Monks Eleigh) یک روستا و محله مدنی در بریتانیا است که در Babergh واقع شده‌است. مانکز الی ۵۰۵ نفر جمعیت دارد.